# آلفين هاينز
آلفين هاينز (بالإنجليزية: Alvin Haynes)‏ هو منافس ألعاب قوى باربادوسي، ولد في 6 يونيو 1968.

## وصلات خارجية
- آلفين هاينز على موقع الاتحاد الدولي لألعاب القوى (الإنجليزية)
- آلفين هاينز على موقع أوليمبيديا (الإنجليزية)